# 安土桃山時代

安土城

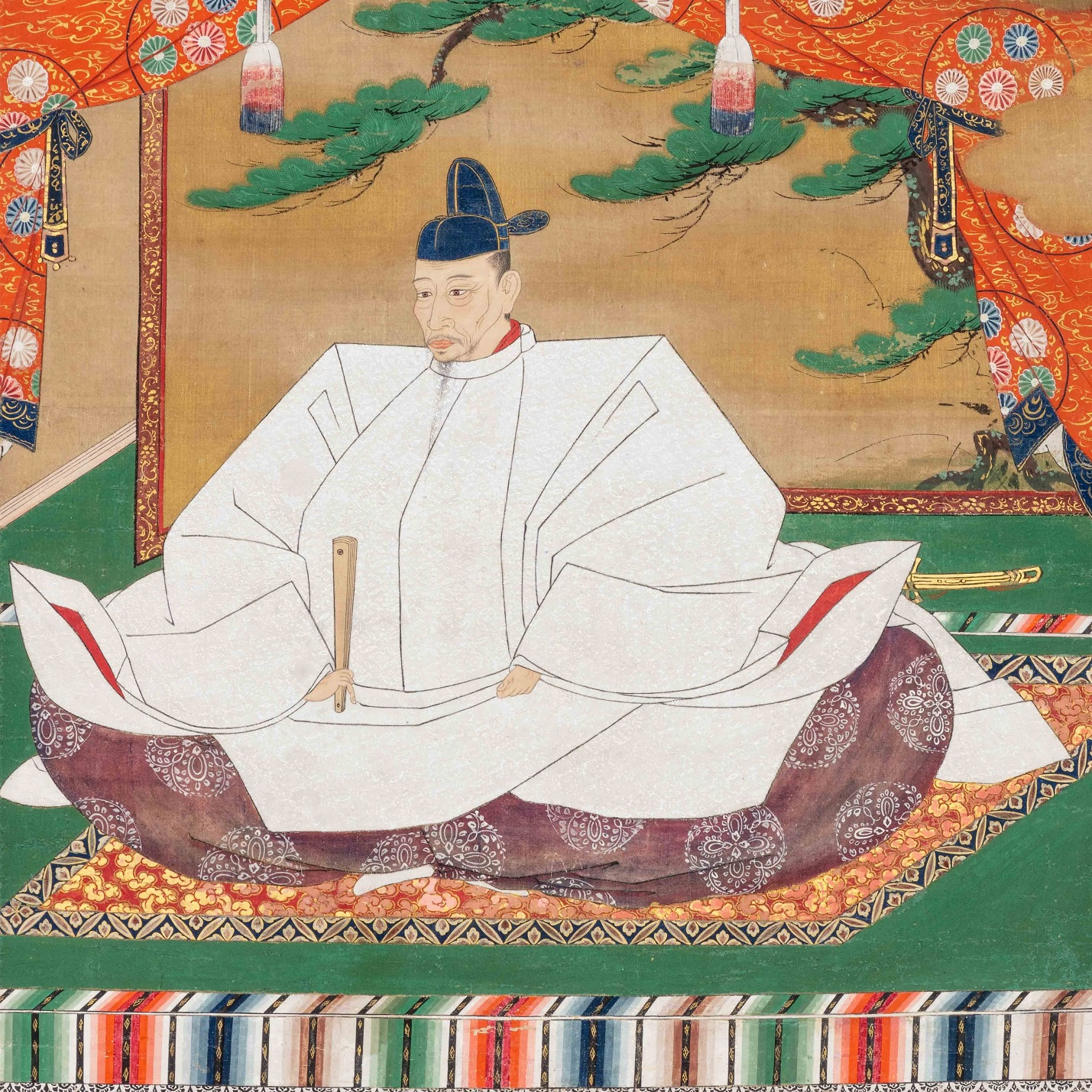
豊臣秀吉

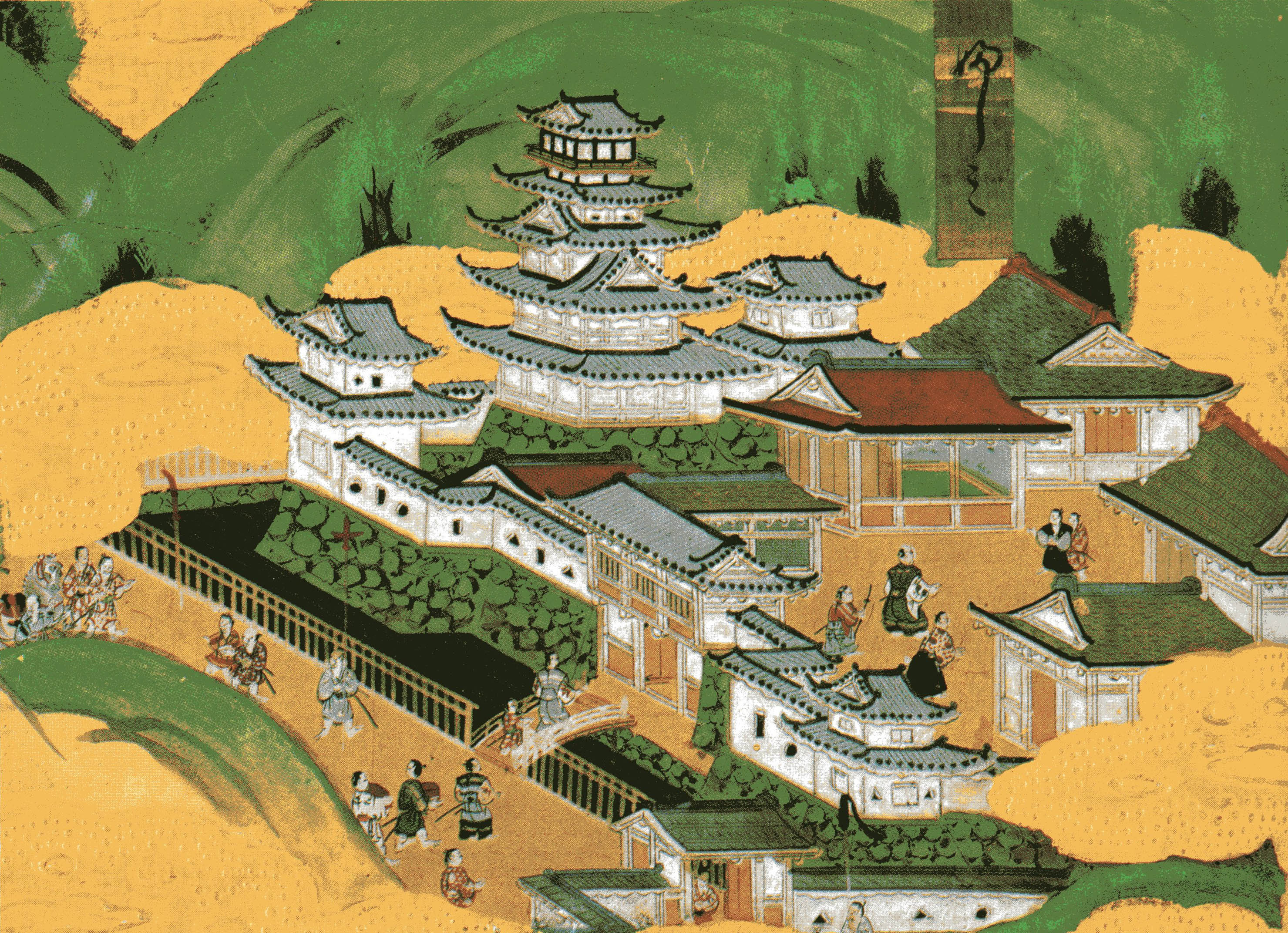
伏見城（洛中洛外図屏風の中の伏見城の部分）

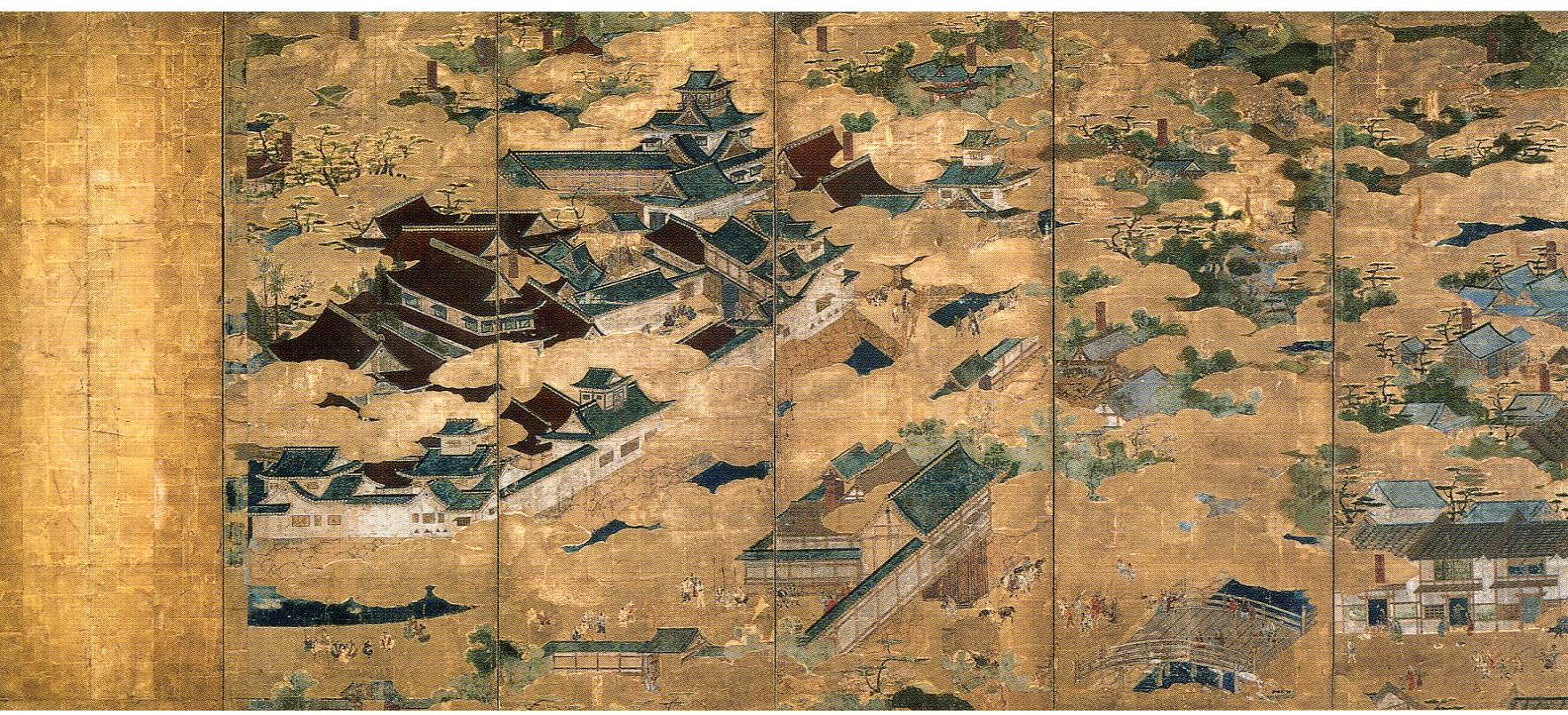
聚楽第を描いている聚樂第屏風圖(三井文庫蔵)

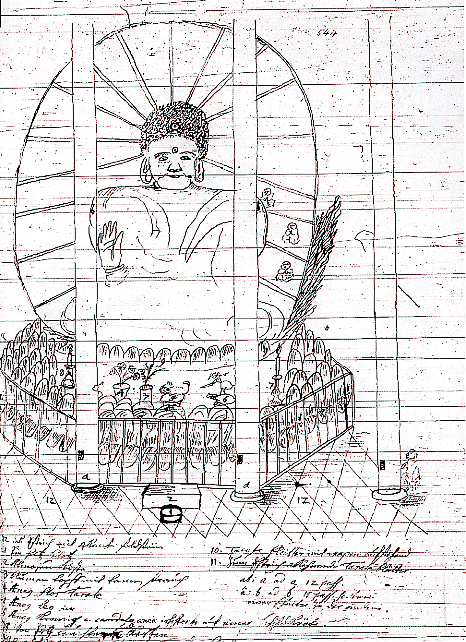
エンゲルベルト・ケンペルの方広寺大仏（京の大仏）のスケッチ。

安土桃山時代（あづちももやまじだい）は、日本の歴史において、織田信長と豊臣秀吉が中央政権を握っていた時代である。2人の名前を取って、織豊時代（しょくほうじだい）ともいう。

## 概要

### 由来
織田信長の居城が安土城（滋賀県近江八幡市安土町）で、豊臣秀吉の居城伏見城が桃山丘陵（京都市伏見区桃山町）にあったことから、このように歴史学者から呼ばれる。特に、豊臣家が全国支配を担った後半を桃山時代といい、この時代を中心に栄えた文化を桃山文化と呼ぶ。ただし、桃山の名称は江戸時代になって廃城された伏見城の跡地に桃の木が植えられ、安永9年『伏見鑑』が発行された頃から「桃山」と呼ばれるようになったことから名付けられたもので、桃山城と呼ばれる城が存在したわけではない。

### 始期と終期
安土桃山時代の始期と終期には複数の見解が存在する。
始期は、織田信長が足利義昭を奉じて京都に上洛した永禄11年（1568年）、義昭が京都から放逐されて室町幕府が事実上の滅亡に追い込まれた元亀4年（1573年）、安土城の建設が始まった天正4年（1576年）とする考えもある。
終期は、豊臣秀吉が死去した慶長3年（1598年）、関ヶ原の戦いで徳川家康が勝利した慶長5年（1600年）、家康が伏見城で征夷大将軍に任じられ江戸幕府を開いた慶長8年（1603年）などがある。
「織田・豊臣の時代」という概念をどこで区分するかの違いではあるが、室町時代、戦国時代と重複することがその定義を難しくしている。

### 美術史
美術史では、慶長20年（1615年）の豊臣家滅亡までを安土桃山時代と称するのが一般的で、特に「桃山文化」「桃山美術」などと言う場合、秀吉が覇権を握った天正半ばから文禄を経て慶長の終末に至るまでを時代区分とする。
それは政権の在り処に関わらず、秀吉や同時代の有力者が好んだ華やかな空気が、なお日本を支配していたと認識されているためである。
当時の文化的中心であった京都および周辺地域では、秀吉を継いだ秀頼によりなおも活発な社寺建設が行われていたし、それに倣って各地でも作事が活発であり、関ヶ原の戦いによる政権交代によって文化的断絶までが生まれたわけではなかった。
だが豊臣家が滅亡した元和偃武以後、世相の安定を背景に、桃山文化は変質していき、一方では洗練の度合いを増し桂離宮などの瀟洒な数寄屋建築を生みだしたし、他方では日光東照宮や武家の御殿など豪華さを競うバロック的傾向を強めていった。

## 沿革

### 織田信長による政権の確立
織田信長の勢力が次第に強大になり、足利義昭を奉じて京都に上洛したことで、信長が天皇や室町幕府の将軍の権威を利用して畿内および東海地方を支配した。兵農分離や主力武器を弓矢から鉄砲に変える軍事改革を実施した。楽市・楽座、関所の廃止、堺など自治都市の支配や撰銭令などの経済政策が実施された。元亀4年（1573年）に信長が足利義昭を京から放逐すると、室町幕府は事実上崩壊し、織田政権が確立する。天正7年（1579年）に信長の目前で浄土宗と日蓮宗の仏教宗派の正義論を討論させる安土宗論を実施して敗北した日蓮宗を弾圧するなどの仏教政策があった。天正4年（1576年）に安土城を築城して自由商業都市とした。信長の支配により平和を取り戻した京･堺と安土及び長崎を中心に新たな南蛮文化が花開いた。信長はその後も勢力を拡大し日本中央部を制圧して天下統一は目前と思われたが、天正10年（1582年）の本能寺の変で自害した。

### 豊臣秀吉による天下統一

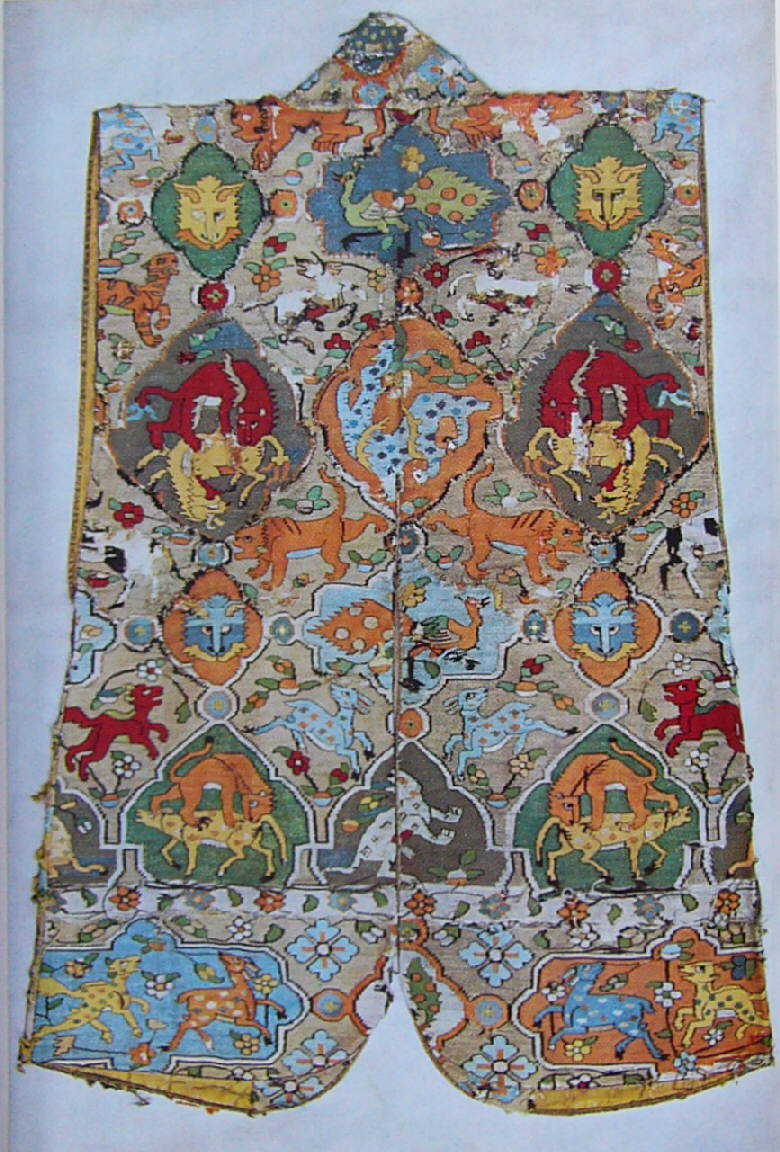
鳥獣文様陣羽織　伝秀吉着用

本能寺の変を知った羽柴秀吉は、いち早く京に駆け付け謀反の首謀者である明智光秀を破った（山崎の戦い）。これにより信長の葬儀を実施するなど織田政権内での主導権を掌握した。織田秀信や織田信雄の後見人として織田家臣団の領地を再編成した秀吉は清洲会議や賤ヶ岳の戦いを経て信長の後継者として地位を固めた。天正11年（1583年）には大坂城の築城を開始する。天正14年（1586年）には関白・太政大臣に任ぜられ豊臣姓を賜り、天正18年（1590年）に日本国内の統一を達成した。農民一揆を防止するため刀狩令を出した。京都方広寺の大仏作りを口実とした。全国各地で太閤検地を行い石高制度を導入し、度量衝が統一された。1594年には文禄検地が実施され、検地帳が作成され、記載された高持百姓に耕作権を認めた。郷村の境界線を決める村割が実施された。百姓身分の農民を武士身分の役人が支配する郷村制度が確立した。荘園制は完全に解体し在地土豪の支配は否定され、一地一作人の原則が確立した。田畑以外の農民の屋敷など村の規模が石高で測量された。秀吉は1592年（文禄元年）に人掃令を出して全国的な戸口調査を実施した。1591年（天正19年）に身分統制令を出して兵農分離が推進された。城割りを実施して商人の城下町集住を推進して商農分離が進行した。地方の小城を破壊し、論功行賞の名目で転封を実施した。また、文禄元年（1592年）には､宣教師追放令や海賊禁止令などを発令した。キリスト教を禁教とする殉教者26人の処刑処分や朱印船制度を創設した。明への使者が殺害されたのをきっかけに文禄・慶長の役を起こした。大阪城に朝鮮の王子を人質として迎え、朝鮮半島の無害通行権を得たが、朝鮮王は同時に明へも援軍を要請していた。当初は有利に戦を進めたが、進軍先は領地としては魅力が薄く、厭戦気分が遠征軍に蔓延し、明への進軍は行われなかった。工芸品などの技術者達を見いだし、西国大名達は駐屯地で彼らを厚遇したため、役後、各大名の所領に帰化した者もあった。遠征軍に参加しなかった東国大名は勢力を拡大した。
一方、国内は広域商業が発達し、堺・博多・長崎など主要商業都市を豊臣家の直轄地とした。また、秀吉自身は京を活動の拠点とし茶の湯を始めとする文化活動を自らも積極的に行った。また、鉄砲が西洋から伝来し、南蛮人との交流が開始された。大村純忠が長崎をイエズス会長崎領土として寄進した。また、カステラなど南蛮料理が食べられるようにになり、タバコが伝来、喫煙文化が誕生した。文禄・慶長の役により明は衰退し、従来の輸入品渡来銭（銅銭）に代わり、天正大判など国内独自の金貨や銀貨が製造されて広く流通した。文禄・慶長の役の後、陶法・毛皮加工などが帰化した技術者達により発展した（桃山文化）。

### 豊臣時代の終結
豊臣政権末期に浅野長政・前田玄以・石田三成・増田長盛・長束正家の5人による五奉行制度（司法担当・宗教担当・行政担当・土木担当・財政担当）を創設した。慶長3年（1598年）、秀吉が死去すると、豊臣家は石田三成を中心とする文治派と加藤清正・福島正則などの武断派に分裂して五大老の筆頭である徳川家康が頭角を現した。朝鮮遠征軍撤退の和平交渉でも主導権を握り実質的な政権運営者へとのし上がっていった。これに対し石田三成を中心とした反家康勢力が慶長5年（1600年）に全国を二分する関ヶ原の戦いが勃発した。これに勝利した徳川家康は政権の基盤を固め、慶長8年（1603年）征夷大将軍に任じられる。これにより安土桃山時代は終わり、江戸時代が始まった。

## 年表
- 元亀4年（1573年） - 足利義昭が京都から追放されて、室町幕府が事実上滅びる。
- 天正3年（1575年） - 長篠の戦い→武田勝頼が敗走する。
- 天正4年（1576年） - 織田信長、安土城を築く。
- 天正8年（1580年） - 織田信長、顕如を降伏させて、石山本願寺との対決を終わらせる。
- 天正10年（1582年） - 本能寺の変→山崎の戦い：明智光秀の謀反も俗に言う三日天下で終わる。 清洲会議。
- 天正11年（1583年） -賤ヶ岳の戦い：羽柴秀吉が勝ち、敗れた柴田勝家が自害する。その後、秀吉が石山本願寺跡地に大坂城を築城。
- 天正12年（1584年） - 小牧・長久手の戦い：羽柴秀吉と織田信雄、徳川家康との戦い→和睦。
- 天正13年（1585年） - 羽柴秀吉、藤原氏を称し関白に就任する。同年四国平定。
- 天正14年（1586年） - 羽柴秀吉、太政大臣となり、豊臣姓を賜る。同年京都に聚楽第を建てて政治的な拠点とする。
- 天正15年（1587年） - 九州征伐。博多で伴天連追放令を発布する。
- 天正18年（1590年） - 小田原征伐、北条氏が豊臣秀吉に降伏。奥州仕置。天下統一。天正の地割。
- 文禄元年（1592年） - 豊臣秀吉の唐入り 。伏見の指月に隠居のための屋敷構を築く。
- 文禄3年（1594年） - 指月の隠居屋敷を改修し伏見城の築城が本格化。
- 文禄5年（1596年） - 指月伏見城が完成するが直後の慶長伏見地震で天主が倒壊。木幡山にて新たな築城に着手。
- 慶長2年（1597年） - 木幡山伏見城が完成する。また、京都にも新たな邸宅の建設を行う。
- 慶長3年（1598年） - 豊臣秀吉が伏見城で死去する。明征伐が終わり、駐屯軍撤退。
- 慶長5年（1600年） - 関ヶ原の戦い。前哨戦の伏見城の戦いで伏見城落城。
- 慶長7年（1602年） - 徳川家康が伏見城を再建。
- 慶長8年（1603年） - 徳川家康が伏見城で将軍宣下を受け征夷大将軍に就任する。
- 慶長19年（1614年）- 大坂冬の陣。
- 慶長20年（1615年）- 大坂夏の陣。：豊臣氏の滅亡。元和偃武。

## 桃山文化
織田信長時代と豊臣秀吉時代の文化を秀吉の最後の居城だった伏見城の地名をとって、桃山文化と呼んでいる。新鮮味あふれる豪華で壮大な派手な文化であり、新興大名や豪商が中心だったとされる。新興の武士勢力や豪商の気風や商人の経済力を反映して、仏教色の少ない現世的な南蛮文化の影響を受けた文化である。都市部において、堺の今井宗久や博多の島井宗室ら豪商と呼ばれる新興商人が成長した時代であった。
茶の湯が流行し、唐物の名物茶道具が珍重された一方で、それへの反抗としてのわび茶も発達した。茶器が大名から家臣への報奨とされたり、茶会が武将と豪商を結ぶ行事になるなど千利休の存在が政治にも影響した。
特筆すべき点としては、天文18年（1549年）のフランシスコ・ザビエル来日以来の南蛮貿易によってもたらされた南蛮文化の影響が挙げられる。まだ小規模ではあったが、日本が初めて西洋文化と直接触れ合ったという点で重要である。

### 絵画

濃絵の特徴を良く示す『檜図屏風』狩野永徳

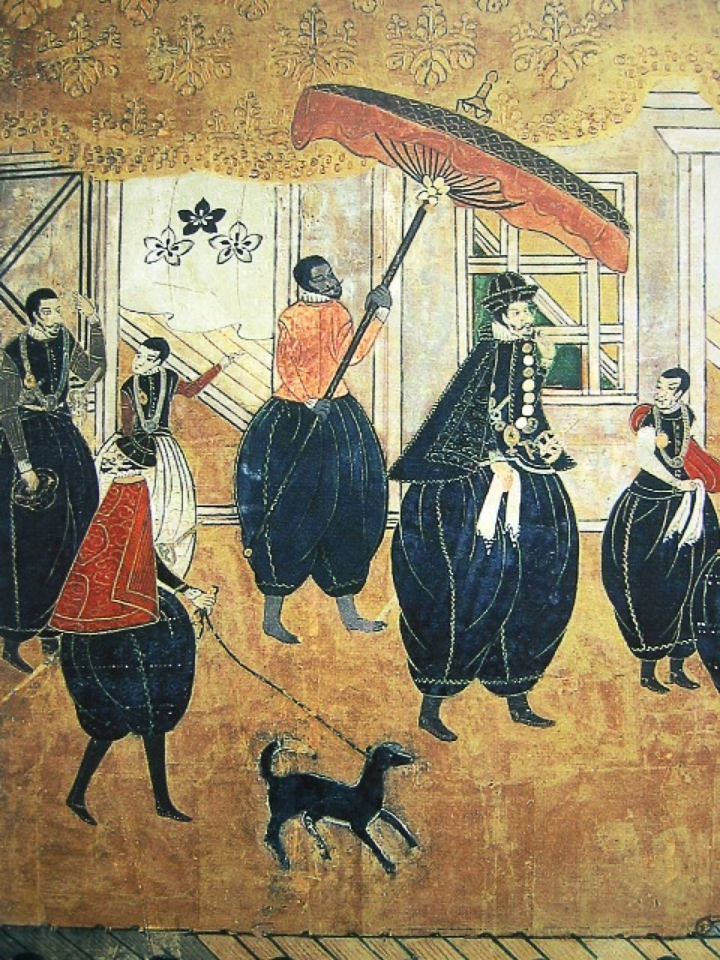
日本に到来した南蛮人たち

狩野派の絵師が織田信長、豊臣秀吉などその時々の権力者と結び付いて画壇の中心を占めた。
- 障壁画：城郭、寺院などの襖、壁、床（とこ）や屏風などに描かれた[9]。
- 濃絵：金箔地に青・緑を彩色。豊かな色彩と力強い線描、雄大な構図が特徴。
- 水墨画
- 風俗画

主な絵師と代表作
- 濃絵
  - 狩野永徳：唐獅子図屏風
  - 狩野山楽：牡丹図、松鷹図
  - 長谷川等伯：智積院襖絵楓図
  - 長谷川久蔵：智積院襖絵桜図
- 水墨画
  - 長谷川等伯：松林図屏風
  - 海北友松：山水図屏風
- 風俗画
  - 狩野永徳：上杉本洛中洛外図屏風
  - 狩野内膳：豊国大例祭図屏風
  - 南蛮屏風

### 工芸

#### 漆器
- 高台寺蒔絵

#### 陶器
- 楽焼
- 織部焼
- 朝鮮の影響を受けた陶磁器・皮革武具：唐入り（文禄･慶長の役）した主力の大名が進軍先駐屯中に、朝鮮の工芸品を見い出し物資調達で厚遇した。陶工など技能集団は日本への帰化を希望し、各大名が所領内での帰化と居住を許し、一部は重臣に取り立てられ、各大名は工芸品を特産物として保護した。有名なものは、
  - 伊万里焼：佐賀県有田、長崎県波佐見、三川内などで焼かれた肥前磁器の総称。鍋島直茂が帰化を許可した陶工を発祥とする。
  - 萩焼：山口県萩市周辺で焼かれる。毛利輝元が帰化を許可した陶工を発祥とする。
  - 薩摩焼：鹿児島県一帯で焼かれる。島津義弘が帰化を許可した陶工を発祥とする。
  - 上野焼（あがのやき）：福岡県田川郡福智町で焼かれる。細川忠興が小倉藩主となった際に、家臣にまで取り立てられ帰化陶工が発祥とする。
  - 高取焼：福岡県直方市や福岡市で焼かれる。

#### 皮革武具
- 印伝、上州印伝：軽くて丈夫でしなやかな特徴を持っている大陸産鹿革は、 秀吉の唐入り後流行し、日本刀の柄、鎧兜などに利用されてトンボ柄が有名である

#### 活字印刷
- 朝鮮人技術者の技術を移植した木版による活字印刷と、イエズス会のアレッサンドロ・ヴァリニャーノが伝えた西洋の活字印刷によるものがある。
  - 慶長勅版：後陽成天皇の勅命で印刷
  - キリシタン版（天草版）：「天草版平家物語」、「天草版伊曽保物語｣、｢ぎゃ・ど・ぺかとる」、「日葡辞書」

### 茶道
- わび茶
  - 千利休
- 大名茶

### 芸能

#### 踊り
- 幸若舞
- 阿国歌舞伎（歌舞伎踊り）：出雲阿国による。歌舞伎の発祥。

#### 語り物
- 浄瑠璃
- 隆達節

### 建築

#### 城郭

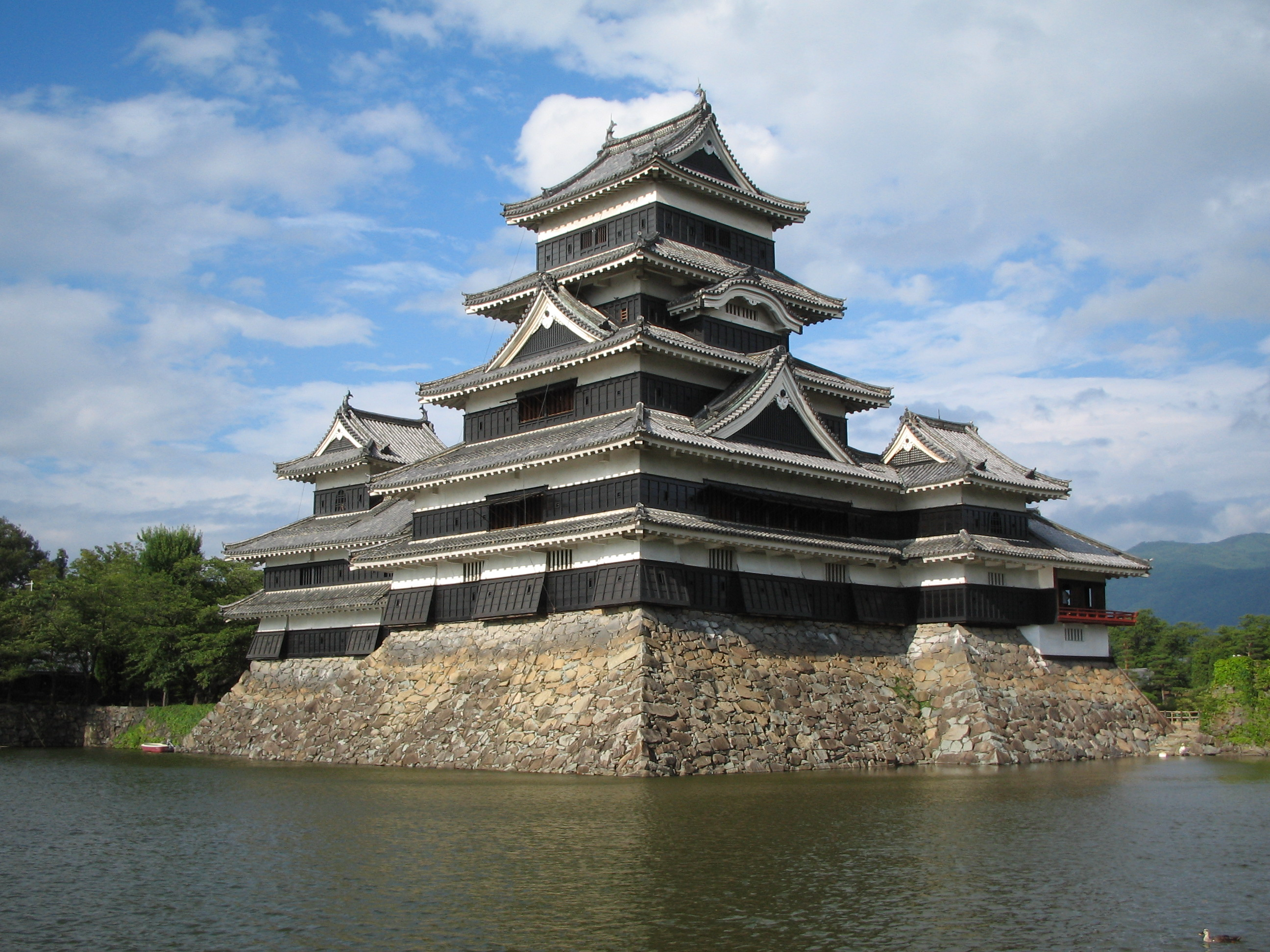
松本城

戦国時代から安土桃山時代にかけて鉱山技術・建築技術・築城技術・造船技術などが進歩して、軍事色が強い山城から平山城へ移行した。城下町の発展の商業化で城主の政治統治や商人への経済支配を重視する平城へ移行した。織豊系城郭と呼ばれ、野面積み石垣が用いられるようになり、天守を持つ城郭建築が主流となる。
- 犬山城：現存（国宝）
- 安土城：本能寺の変後に焼失
- 松本城：現存（国宝）
- 大坂城：大坂の陣で焼失、現在の遺構は江戸時代に造られたもの
- 丸岡城：現存（国の重要文化財）
- 伏見城：江戸時代初期に廃城。御香宮神社表門が遺構として伝えられている。
- 聚楽第：豊臣秀次失脚時に破棄。大徳寺唐門、西本願寺飛雲閣が遺構として伝えられる。
- 佐和山城
- 竹田城
- 名護屋城
- 姫路城：現存（国宝・世界遺産）

倭城：文禄・慶長の役で朝鮮半島に築かれた城
- 蔚山城
- 西生浦城
- 順天城

#### その他
茶室
- 妙喜庵待庵

書院・庭園
- 醍醐寺三宝院表書院・庭園

寺社
- 宝厳寺唐門・観音堂